# یوریک بکر
یوریک بکر (آلمانی: Jurek Becker; حدوداً ۳۰ سپتامبر ۱۹۳۷ – ۱۴ مارس ۱۹۹۷) نویسنده و فیلم‌نامه‌نویس اهل آلمان بود. مشهورترین اثرش یعقوب کذاب نام دارد که دو فیلم اقتباسی از روی آن ساخته شده‌است.
او همچنین برندهٔ جایزه هاینریش مان شده‌است.